# Corrent de Benguela

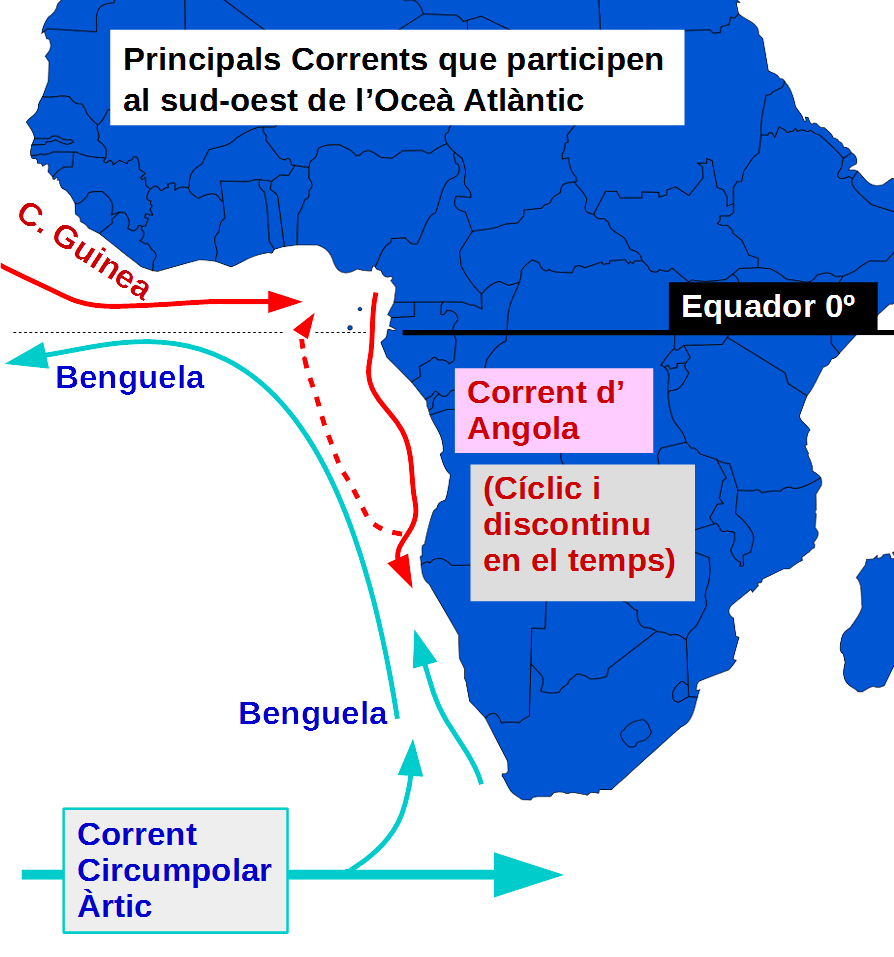
Corrent de Benguela representat com a suma d'aigües de surgència i aigües delramal del Corrent Circumpolar Antàrtic. Benguela forma part del Gir Oceànic de l'Atlàntic Sud.

El Corrent de Benguela és un corrent oceànic fred que es forma al sud de l'Atlàntic i flueix cap al nord paral·lel a la costa oest d'Àfrica. Rep el seu nom de la ciutat angolenya de Benguela.
S'estén aproximadament des de Cap Point al sud fins a la posició del Front-Angola-Benguela al nord, al voltant de la latitud 16° sud. Està conduïda pels vents alisis del sud-est. Dins del mar, aquests vents fan aflorar nutrients i augmenten la productivitat marina dels ecosistemes i dels peixos en particular.

## Límits

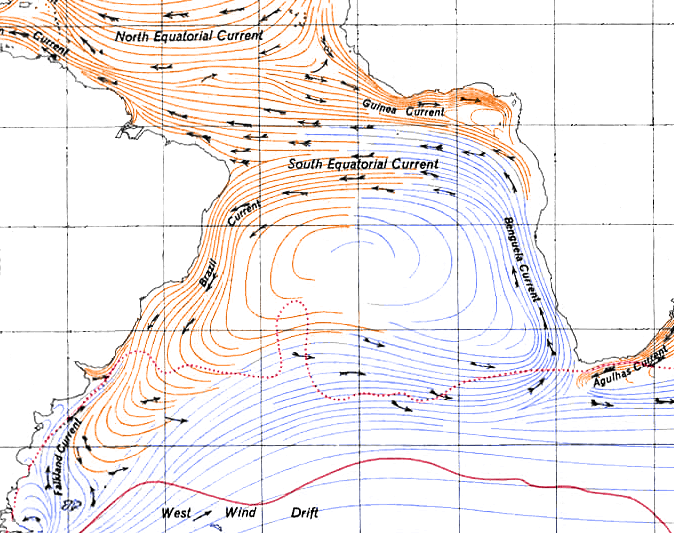
Corrent de Benguela paral·lel a la costa oest d'Àfrica. Representació gràfica dels anys 1940

Les aigües que originen el corrent de Benguela inclouen aigües dels oceans Atlàntic sud i Índic, aigües subtropicals termoclines, aigües tropicals baixes en oxigen; i aigües més fredes i profundes. El corrent de Benguela fa de 200 a 300 km d'ample. El seu límit occidental està mal definit, però en canvi està ben definit el seu front tèrmic entre les aigües associades amb el Sistema Benguela d'Aflorament i les aigües de sud-est atlàntic.
On s'uneixen les aigües fredes del Corrent Circumpolar Antàrtic-Benguela amb les calentes del Corrent Agulhas i les seves retroflexions es presenta el ric ecosistema marí del Cap de Bona Esperança.

## Pesca
Els peixos més abundants en el sistema Benguela són Sardinops i Engraulis. Sardinops ocelata (pilchard) va ser intensament pescat des del 1950, i se'n capturaren unes 1,3 milions de tones. Des d'aleshores, la pesca de Sardinops ha entrat en declivi i Engraulis capensis (anchovy) ha agafat el seu lloc.